# 後藤淳一
後藤 淳一（ごとう じゅんいち、1979年〈昭和54年〉10月4日 - 2020年〈令和2年〉2月24日）は、日本の男性声優。大阪府出身。没時はネクシードに所属しており、永劫所属扱いとなっている。

## 経歴
松濤アクターズギムナジウム声優部卒業。2006年から2010年3月までマウスプロモーションに所属していた。
2020年2月24日午前9時頃、東京都大田区東糀谷6丁目の首都高速1号羽田線でオートバイを運転中、片側2車線の直線で前方を走る乗用車を右側から追い越し、左側車線に戻った直後そのまま単独で道路左側側壁に衝突し高速度のまま転倒。意識不明の状態で病院に搬送されたが、死亡が確認された。死因は頭部損傷と発表された。40歳没。

## 人物
趣味・特技は野球（左右両投・両打）、テニス、フットサル、麻雀、殺陣。
方言は大阪弁。

## 出演

### テレビアニメ
2006年
- 無敵看板娘（客A、ブルースター）
- ルパン三世 セブンデイズ・ラプソディ（警官B）

2007年
- もやしもん（一年生B）

2008年
- 西洋骨董洋菓子店 〜アンティーク〜
- ヒャッコ（クラスメイト・有田）
- 名探偵コナン（男）

2009年
- アラド戦記〜スラップアップパーティー〜（村人B、ガンナーB、ゾンビB、ファンB、鬼騎士A 他）
- テガミバチ（2009年 - 2010年、観客A、紳士、ピサロ）- 2シリーズ
- 東京マグニチュード8.0
- はっけん たいけん だいすき!しまじろう（ゆきだるま）

2010年
- 一騎当千 XTREME XECUTOR（太史慈子義）

2015年
- ハッカドール THE あにめ〜しょん（浦上、ラーメン屋の親父、ダークエルフ）

2016年
- 宇宙パトロールルル子（インフェルノコップ）

2018年
- SSSS.GRIDMAN（ガイドβ）

### OVA
- トリコ（2009年、ヘビガエル、沼ヘビ）
- ムダヅモ無き改革 -The Legend of KOIZUMI-（2010年、スナイパー）

### Webアニメ
- インフェルノコップ（英語版）（2012年、インフェルノコップ、その他すべてのキャラ）
- ニンジャスレイヤー フロムアニメイシヨン（2015年、旧型クローンヤクザ、カンバギ、アザワ、ダイゴ[9]、インターラプター）
- 宇宙パトロールルル子（2016年、インフェルノコップ）

### ドラマCD
- 黒薔薇アリス（クライバー）
- 静かなるドン

### BLCD
- 花嫁は翡翠に奪われる

### ゲーム
- 428 〜封鎖された渋谷で〜（2008年）
- ファイナルファンタジーXIII（2009年）
- 龍が如く ONLINE（2019年、ムナンチョ・鈴木[10]）

### 吹き替え

#### 映画
- アポカリプス・トゥモロー（マーティ）
- GOAL!3
- ココ・アヴァン・シャネル（ユベール）
- 388（ビル〈デヴォン・サワ〉）
- シーザーコード（ハインツ）
- 呪怨 パンデミック（ジョン）
- ゾンビ・クエスト（ヨーリス）
- 沈黙の逆襲（エンリケ）
- 沈黙の戦場（ペヨ）
- ナイト ミュージアム2
- NAKED ハンターキラー（マイク）
- バトル･オブ･リガ
- ブラッド・エンジェル（座頭市）
- ベルベット・スパイダー
- ボーダータウン 報道されない殺人者（ファネス）
- ラスト・クルセイダーズ（アパロ）
- レッド・ドーン
- ローマの休日
- ワールド・オブ・ブラック（ロニー）

#### ドラマ
- アウトバーンコップ
- エマ 恋するキューピッド（フランク・チャーチル）
- おしどり探偵
- S.A.S. 英国特殊部隊
- スターゲイト アトランティス
- ファン・ジニ
- フロスト警部
- ボーンキッカーズ 考古学調査班
- ミディアム 霊能者アリソン・デュボア シーズン3
- 名探偵ポワロ
- 冬のソナタ

### ボイスオーバー
- 一攫千金!巨大マグロ漁
- 世界・神秘の道をゆく
- ローマ街道物語

### ナレーション
- ボートレースまるがめ 第19回SGオーシャンカップ

### 舞台
- オイル
- カノン
- 銀と赤のきおく
- 泣き虫勝ちゃん、近藤勇